# Championnat d'Afrique féminin de football 2014
Navigation
Édition précédente Édition suivante
Le Championnat d'Afrique de football féminin 2014 est la neuvième édition du Championnat d'Afrique de football féminin, qui met aux prises les meilleures sélections africaines féminines de football affiliées à la CAF.
Le comité exécutif de la CAF désigne le 27 septembre 2011 la Namibie comme pays organisateur de la compétition.  De février à juin 2014, les sélections nationales de 25 pays participent à une phase de qualifications, dans le but de désigner les sept équipes rejoignant les Namibiennes au tournoi final.

## Qualifications

### Premier tour
Les matchs aller du premier tour ont lieu du 13 au 15 février 2014 et les matchs retour du 28 février au 2 mars 2014. La Namibie est qualifiée d'office pour la phase finale en tant que pays organisateur tandis que la Guinée équatoriale, l'Afrique du Sud et le Cameroun, qui ont terminé aux trois premières places du Championnat d'Afrique de football féminin 2012, sont exempts de ce tour-ci.
| Équipe 1      | Résultat | Équipe 2      | Aller | Retour | T.a.b. |
| ------------- | -------- | ------------- | ----- | ------ | ------ |
| Algérie       | 2 - 0    | Maroc         | 2 - 0 | 0 - 0  | -      |
| Égypte        | 2 - 5    | Tunisie       | 0 - 3 | 2 - 2  | -      |
| Éthiopie      | Forfait  | Soudan du Sud | -     | -      | -      |
| Burkina Faso  | 0 - 6    | Ghana         | 0 - 3 | 0 - 3  | -      |
| Côte d'Ivoire | 5 - 0    | Mali          | 4 - 0 | 1 - 0  | -      |
| Rwanda        | 2 - 2    | Kenya         | 1 - 0 | 1 - 2  | -      |
| Nigeria       | Forfait  | Sierra Leone  | -     | -      | -      |
| Guinée-Bissau | Forfait  | Sénégal       | -     | -      | -      |
| Mozambique    | Forfait  | Comores       | -     | -      | -      |
| Botswana      | 1 - 3    | Zimbabwe      | 0 - 1 | 1 - 2  | -      |
| Zambie        | 3 - 2    | Tanzanie      | 2 - 1 | 1 - 1  | -      |

### Second tour
Les matchs aller du second tour ont lieu du 23 au 25 mai 2014 et les matchs retour du 6 au 8 juin 2014.
| Équipe 1      | Résultat | Équipe 2           | Aller  | Retour | T.a.b. |
| ------------- | -------- | ------------------ | ------ | ------ | ------ |
| Algérie       | 5 - 3    | Tunisie            | 2 - 1  | 3 - 2  | -      |
| Éthiopie      | 0 - 5    | Ghana              | 0 - 2  | 0 - 3  | -      |
| Côte d'Ivoire | 3 - 3    | Guinée équatoriale | 1 - 1  | 2 - 2  | -      |
| Rwanda        | 1 - 12   | Nigeria            | 1 - 4  | 0 - 8  | -      |
| Sénégal       | 1 - 2    | Cameroun           | 1 - 1  | 0 - 1  | -      |
| Comores       | 0 - 13   | Afrique du Sud     | 0 - 13 | /      | -      |
| Zimbabwe      | 0 - 2    | Zambie             | 0 - 1  | 0 - 1  | -      |

## Déroulement de la phase finale
Les rencontres du tournoi se disputent selon les lois du jeu, qui sont les règles du football définies par l'International Football Association Board (IFAB).
La compétition se dispute sur deux tours. Le premier tour se joue par groupes de quatre équipes, la répartition des équipes dans les différents groupes étant déterminée par tirage au sort. Le deuxième tour est une phase à élimination directe.

### Phase de groupes

#### Format et règlement
- 3 points pour un match gagné;
- 1 point pour un match nul;
- 0 point pour un match perdu.

#### Groupe A
| Rang | Équipe        | Pts | J | G | N | P | Bp | Bc | Diff |
| ---- | ------------- | --- | - | - | - | - | -- | -- | ---- |
| 1    | Nigeria       | 9   | 3 | 3 | 0 | 0 | 12 | 2  | +10  |
| 2    | Côte d'Ivoire | 4   | 3 | 1 | 1 | 1 | 6  | 6  | 0    |
| 3    | Namibie       | 3   | 3 | 1 | 0 | 2 | 3  | 5  | -2   |
| 4    | Zambie        | 1   | 3 | 0 | 1 | 2 | 1  | 9  | -8   |

| Match | Date            | Heure       | Lieu     | Équipe 1      | Résultat | Équipe 2      |
| ----- | --------------- | ----------- | -------- | ------------- | -------- | ------------- |
| 1     | 11 octobre 2014 | 17h00 UTC+2 | Windhoek | Namibie       | 2 - 0    | Zambie        |
| 2     | 11 octobre 2014 | 20h00 UTC+2 | Windhoek | Nigeria       | 4 - 2    | Côte d'Ivoire |
| 5     | 14 octobre 2014 | 17h00 UTC+2 | Windhoek | Zambie        | 0 - 6    | Nigeria       |
| 6     | 14 octobre 2014 | 20h00 UTC+2 | Windhoek | Côte d'Ivoire | 3 - 1    | Namibie       |
| 9     | 17 octobre 2014 | 17h00 UTC+2 | Windhoek | Namibie       | 0 - 2    | Nigeria       |
| 10    | 17 octobre 2014 | 17h00 UTC+2 | Windhoek | Zambie        | 1 - 1    | Côte d'Ivoire |

| 11 octobre 2014   | Namibie                 | 2–0 | Zambie | Sam Nujoma Stadium, Windhoek |                            |
| 17 h 00 UTC+02:00 | Williams 4e · Adams 21e |     |        | Arbitrage : Thérèse Raissa   | Arbitrage : Thérèse Raissa |
| 17 h 00 UTC+02:00 | Rapport                 |     |        | Arbitrage : Thérèse Raissa   | Arbitrage : Thérèse Raissa |

| 11 octobre 2014   |                                                     | 4–2 | Côte d'Ivoire                         | Sam Nujoma Stadium, Windhoek |                              |
| 20 h 00 UTC+02:00 | Sunday 11e · Diakité 54e (csc) · Oparanozie 74e 86e |     | 21e (pen.) F. Coulibaly · 75e Lohoues | Arbitrage : Maximina Bernado | Arbitrage : Maximina Bernado |
| 20 h 00 UTC+02:00 | Rapport                                             |     |                                       | Arbitrage : Maximina Bernado | Arbitrage : Maximina Bernado |

| 14 octobre 2014   | Zambie  | 0–6 | Nigeria                                                                     | Sam Nujoma Stadium, Windhoek  |                               |
| 17 h 00 UTC+02:00 |         |     | 2e Okobi · 6e Ohale · 25e (pen.) 81e Oparanozie · 64e Oshoala · 84e Nkwocha | Arbitrage : Insaf El Harkaoui | Arbitrage : Insaf El Harkaoui |
| 17 h 00 UTC+02:00 | Rapport |     |                                                                             | Arbitrage : Insaf El Harkaoui | Arbitrage : Insaf El Harkaoui |

| 14 octobre 2014   | Côte d'Ivoire            | 3–1 | Namibie      | Sam Nujoma Stadium, Windhoek |                            |
| 20 h 00 UTC+02:00 | Nahi 13e · Nrehy 84e 90e |     | 20e Goeieman | Arbitrage : Damaris Kimani   | Arbitrage : Damaris Kimani |
| 20 h 00 UTC+02:00 | Rapport                  |     |              | Arbitrage : Damaris Kimani   | Arbitrage : Damaris Kimani |

| 17 octobre 2014   | Namibie | 0–2 | Nigeria                  | Sam Nujoma Stadium, Windhoek  |                               |
| 17 h 00 UTC+02:00 |         |     | 36e Ofoegbu · 38e Ordega | Arbitrage : Lilia Abdeljaoued | Arbitrage : Lilia Abdeljaoued |
| 17 h 00 UTC+02:00 | Rapport |     |                          | Arbitrage : Lilia Abdeljaoued | Arbitrage : Lilia Abdeljaoued |

| 17 octobre 2014   | Zambie    | 1–1 | Côte d'Ivoire | Independence Stadium, Windhoek |                                |
| 17 h 00 UTC+02:00 | Banda 58e |     | 3e Nahi       | Arbitrage : Bolokanang Lekgowe | Arbitrage : Bolokanang Lekgowe |
| 17 h 00 UTC+02:00 | Rapport   |     |               | Arbitrage : Bolokanang Lekgowe | Arbitrage : Bolokanang Lekgowe |

#### Groupe B
| Rang | Équipe         | Pts | J | G | N | P | Bp | Bc | Diff |
| ---- | -------------- | --- | - | - | - | - | -- | -- | ---- |
| 1    | Cameroun       | 6   | 3 | 2 | 0 | 1 | 3  | 1  | +2   |
| 2    | Afrique du Sud | 4   | 3 | 1 | 1 | 1 | 6  | 3  | +3   |
| 3    | Ghana          | 4   | 3 | 1 | 1 | 1 | 2  | 2  | 0    |
| 4    | Algérie        | 3   | 3 | 1 | 0 | 2 | 2  | 7  | -5   |

| Match | Date            | Heure       | Lieu     | Équipe 1       | Résultat | Équipe 2       |
| ----- | --------------- | ----------- | -------- | -------------- | -------- | -------------- |
| 3     | 12 octobre 2014 | 17h00 UTC+2 | Windhoek | Afrique du Sud | 0 - 1    | Cameroun       |
| 4     | 12 octobre 2014 | 20h00 UTC+2 | Windhoek | Algérie        | 1 - 0    | Ghana          |
| 7     | 15 octobre 2014 | 17h00 UTC+2 | Windhoek | Cameroun       | 2 - 0    | Algérie        |
| 8     | 15 octobre 2014 | 20h00 UTC+2 | Windhoek | Ghana          | 0 - 0    | Afrique du Sud |
| 11    | 18 octobre 2014 | 17h00 UTC+2 | Windhoek | Afrique du Sud | 5 - 1    | Algérie        |
| 12    | 18 octobre 2014 | 20h00 UTC+2 | Windhoek | Cameroun       | 0 - 1    | Ghana          |

| 12 octobre 2014   | Afrique du Sud | 0–1 | Cameroun    | Independence Stadium, Windhoek |                           |
| 17 h 00 UTC+02:00 |                |     | Feudjio 86e | Arbitrage : Gladys Lengwe      | Arbitrage : Gladys Lengwe |
| 17 h 00 UTC+02:00 | Rapport        |     |             | Arbitrage : Gladys Lengwe      | Arbitrage : Gladys Lengwe |

| 12 octobre 2014   | Algérie   | 1–0 | Ghana | Independence Stadium, Windhoek |                             |
| 20 h 00 UTC+02:00 | Affak 87e |     |       | Arbitrage : Aya Irène Ahoua    | Arbitrage : Aya Irène Ahoua |
| 20 h 00 UTC+02:00 | Rapport   |     |       | Arbitrage : Aya Irène Ahoua    | Arbitrage : Aya Irène Ahoua |

| 15 octobre 2014   | Cameroun                   | 2–0 | Algérie | Independence Stadium, Windhoek |                              |
| 17 h 00 UTC+02:00 | Enganamouit 17e 61e (pen.) |     |         | Arbitrage : Kankou Coulibaly   | Arbitrage : Kankou Coulibaly |
| 17 h 00 UTC+02:00 | Rapport                    |     |         | Arbitrage : Kankou Coulibaly   | Arbitrage : Kankou Coulibaly |

| 15 octobre 2014   | Ghana      | 1–1 | Afrique du Sud | Independence Stadium, Windhoek |                          |
| 20 h 00 UTC+02:00 | Cudjoe 45e |     | Nogwanya 19e   | Arbitrage : Ledia Tafesa       | Arbitrage : Ledia Tafesa |
| 20 h 00 UTC+02:00 | Rapport    |     |                | Arbitrage : Ledia Tafesa       | Arbitrage : Ledia Tafesa |

| 18 octobre 2014   | Afrique du Sud                                           | 5–1 | Algérie   | Independence Stadium, Windhoek |                            |
| 17 h 00 UTC+02:00 | Dlamini 36e · Modise 41e 87e · Mollo 70e · Makhabane 82e |     | Affak 90e | Arbitrage : Aisha Ssemambo     | Arbitrage : Aisha Ssemambo |
| 17 h 00 UTC+02:00 | Rapport                                                  |     |           | Arbitrage : Aisha Ssemambo     | Arbitrage : Aisha Ssemambo |

| 18 octobre 2014   | Cameroun | 0–1 | Ghana      | Sam Nujoma Stadium, Windhoek |                            |
| 17 h 00 UTC+02:00 |          |     | Cudjoe 53e | Arbitrage : Aissata Amegee   | Arbitrage : Aissata Amegee |
| 17 h 00 UTC+02:00 | Rapport  |     |            | Arbitrage : Aissata Amegee   | Arbitrage : Aissata Amegee |

### Phase à élimination directe

#### Format et règlement
Le deuxième tour est disputé sur élimination directe et comprend des demi-finales, un match pour la troisième place et une finale. Les vainqueurs sont qualifiés pour le tour suivant, les perdants éliminés. Si les deux équipes sont à égalité à la fin du temps règlementaire de 90 minutes, une prolongation de deux fois 15 minutes est jouée. Une pause de 5 minutes est observée entre le temps règlementaire et la prolongation. Aucune pause n'est observée entre les deux périodes de la prolongation. Si les deux équipes sont toujours à égalité à la fin de la prolongation, le vainqueur est désigné par l'épreuve des tirs au but.

#### Tableau final
|  | Demi-finales   | Demi-finales   | Demi-finales | Demi-finales |                               |         | Finale | Finale | Finale | Finale |
|  |                |                |              |              |                               |         |        |        |        |        |
|  | 0              | 0              | 0            | 0            |                               |         | 0      | 0      | 0      | 0      |
|  | Nigeria        | Nigeria        | 2            | 2            |                               |         | 0      | 0      | 0      | 0      |
|  | Nigeria        | Nigeria        | 2            | 2            |                               |         | 0      | 0      | 0      | 0      |
|  | Afrique du Sud | Afrique du Sud | 1            | 1            |                               |         | 0      | 0      | 0      | 0      |
|  | Afrique du Sud | Afrique du Sud | 1            | 1            | Nigeria                       | Nigeria | 2      | 2      |        |        |
|  | 0              |                |              |              | Nigeria                       | Nigeria | 2      | 2      |        |        |
|  |                |                | Cameroun     | Cameroun     | 0                             | 0       |        |        |        |        |
|  | Cameroun       | Cameroun       | Cameroun     | Cameroun     | 0                             | 0       | 2 ap   | 2 ap   |        |        |
|  | Cameroun       | Cameroun       |              |              |                               |         |        | 2 ap   |        |        |
|  | Côte d'Ivoire  | Côte d'Ivoire  | 10           | 10           |                               |         |        |        |        |        |
|  | Côte d'Ivoire  | Côte d'Ivoire  | 10           | 10           | Match pour la troisième place |         |        |        |        |        |
|  |                |                |              |              |                               |         |        |        |        |        |
|  | 0              |                |              |              |                               |         |        |        |        |        |
|  | Afrique du Sud | Afrique du Sud | 0            | 0            |                               |         |        |        |        |        |
|  | Afrique du Sud | Afrique du Sud | 0            | 0            |                               |         |        |        |        |        |
|  | Côte d'Ivoire  | Côte d'Ivoire  | 1            | 1            |                               |         |        |        |        |        |
|  | Côte d'Ivoire  | Côte d'Ivoire  | 1            | 1            |                               |         |        |        |        |        |

#### Demi-finales
| 22 octobre 2014   | Nigeria         | 2–1 | Afrique du Sud | Sam Nujoma Stadium, Windhoek |                            |
| 17 h 00 UTC+02:00 | Oshoala 38e 45e |     | 67e Jane       | Arbitrage : Damaris Kimani   | Arbitrage : Damaris Kimani |
| 17 h 00 UTC+02:00 | Rapport         |     |                | Arbitrage : Damaris Kimani   | Arbitrage : Damaris Kimani |

| 22 octobre 2014   | Cameroun                     | 2–1 ap | Côte d'Ivoire | Sam Nujoma Stadium, Windhoek |                          |
| 20 h 00 UTC+02:00 | Enganamouit 60e · Manie 118e |        | 65e Nrehy     | Arbitrage : Ledia Tafesa     | Arbitrage : Ledia Tafesa |
| 20 h 00 UTC+02:00 | Rapport                      |        |               | Arbitrage : Ledia Tafesa     | Arbitrage : Ledia Tafesa |

#### Match pour la troisième place
| 25 octobre 2014   | Afrique du Sud | 0–1 | Côte d'Ivoire | Sam Nujoma Stadium, Windhoek  |                               |
| 17 h 00 UTC+02:00 |                |     | 84e Guehai    | Arbitrage : Lilia Abdeljaoued | Arbitrage : Lilia Abdeljaoued |
| 17 h 00 UTC+02:00 | Rapport        |     |               | Arbitrage : Lilia Abdeljaoued | Arbitrage : Lilia Abdeljaoued |

#### Finale
| 25 octobre 2014   | Nigeria                      | 2–0 | Cameroun | Sam Nujoma Stadium, Windhoek |                           |
| 20 h 00 UTC+02:00 | Oparanozie 12e · Oshoala 43e |     |          | Arbitrage : Gladys Lengwe    | Arbitrage : Gladys Lengwe |
| 20 h 00 UTC+02:00 | Rapport                      |     |          | Arbitrage : Gladys Lengwe    | Arbitrage : Gladys Lengwe |

## Classement et qualification pour la Coupe du monde
| Place              | Nation         | Stade de la compétition |
| ------------------ | -------------- | ----------------------- |
| Médaille d'or      | Nigeria        | Vainqueur               |
| Médaille d'argent  | Cameroun       | Finale                  |
| Médaille de bronze | Côte d'Ivoire  | Demi-finale             |
| 4                  | Afrique du Sud | Demi-finale             |
| 5                  | Ghana          | 3e de Groupe            |
| 6                  | Namibie        | 3e de Groupe            |
| 7                  | Algérie        | 4e de Groupe            |
| 8                  | Zambie         | 4e de Groupe            |

## Récompenses
Les récompenses suivantes sont attribuées à l'issue de la compétition :
| Prix                | Vainqueur         |
| ------------------- | ----------------- |
| Meilleure joueuse   | Asisat Oshoala    |
| Meilleure buteuse   | Desire Oparanozie |
| Meilleure gardienne | Annette Ngo Ndom  |
| Prix du fair-play   | Afrique du Sud    |